# Magda Rezlerová
Magda Rezlerová, née le 9 août 1982 à Turnov, est une biathlète tchèque. Elle a participé à trois éditions des Jeux olympiques entre 2002 et 2010, année de sa retraite sportive.

## Biographie
Depuis ses débuts en junior en 1999, elle obtient des bons résultats dans les Championnats du monde de la catégorie, montant sur quatre podiums de 2000 à 2003, dont deux en individuel (2 médailles de bronze en 2000 et 2003). Également sacrée trois fois championne d'Europe junior, elle fait ses débuts en Coupe du monde en janvier 2001 à Ruhpolding. En Coupe du monde, c'est lors de la saison 2001-2002, qu'elle marque ses premiers points pour le classement général avec une 29e place à  Lahti.
En 2002, elle prend part aux Jeux olympiques de Salt Lake City (8e du relais notamment) et en 2003, elle court sa première épreuve aux Championnats du monde.
Ses meilleurs classements en Coupe du monde ont lieu en 2008 et 2009 avec le 48e rang et deux douzièmes places dans des courses individuelles.
Pour sa dernière saison en tant que biathlète en 2009-2010, elle gagne le titre national sur le sprint.
En 2010, pour sa troisième et ultime participation aux Jeux olympiques à Vancouver, elle signe son meilleur résultat individuel dans un championnat majeur avec une 18e position sur le sprint. 
Elle s'est mariée avec le biathlète Petr Garabík.

## Palmarès

### Jeux olympiques d'hiver
| Épreuve / Édition                   | Individuel | Sprint | Poursuite | Départ en ligne                  | Relais |
| Jeux olympiques 2002 Salt Lake City | —          | 32e    | 34e       | Épreuve inexistante à cette date | 8e     |
| Jeux olympiques 2006 Turin          | 61e        | 61e    | —         | —                                | 13e    |
| Jeux olympiques 2010 Vancouver      | 63e        | 18e    | 31e       | —                                | 15e    |

Légende :
- : épreuve non inscrite au programme
- — : Pas de participation à lépreuve

### Championnats du monde
| Épreuve / Édition                | Individuel                       | Sprint                           | Poursuite                        | Départ en masse                  | Relais                           | Relais mixte                     |
| Mondiaux 2003 Khanty-Mansiïsk    | -                                | 61e                              | -                                | -                                | Épreuve inexistante à cette date |                                  |
| Mondiaux 2004 Oberhof            | 27e                              | 50e                              | 53e                              | -                                | 9e                               | Épreuve inexistante à cette date |
| Mondiaux 2006 Pokljuka           | Épreuve inexistante à cette date | Épreuve inexistante à cette date | Épreuve inexistante à cette date | Épreuve inexistante à cette date | Épreuve inexistante à cette date | 17e                              |
| Mondiaux 2007 Antholz-Anterselva | 46e                              | 58e                              | DNS                              | -                                | -                                | 8e                               |
| Mondiaux 2008 Östersund          | -                                | -                                | -                                | -                                | 16e                              | -                                |
| Mondiaux 2009 Pyeongchang        | 56e                              | 39e                              | 34e                              | -                                | -                                | 17e                              |

Légende :

 :épreuve inexistante

- : n'a pas participé à l'épreuve

DNS : inscrite, mais non-partante

### Coupe du monde
- Meilleur classement général : 48e en 2008 et 2009.
- Meilleur résultat individuel : 12e.

#### Classements en Coupe du monde
| Année     | Classement général final | Sprint | Poursuite | Individuel | Mass start |
| 2001-2002 | 82e                      | -      | 72e       | -          | -          |
| 2002-2003 | 67e                      | 59e    | -         | -          | -          |
| 2003-2004 | 71e                      | 69e    | -         | 47e        | -          |
| 2005-2006 | 69e                      | 58e    | -         | -          | -          |
| 2006-2007 | 64e                      | 57e    | 59e       | -          | -          |
| 2007-2008 | 48e                      | 57e    | 56e       | 24e        | -          |
| 2008-2009 | 48e                      | 41e    | 51e       | 48e        | -          |
| 2009-2010 | 61e                      | 63e    | 65e       | 59e        | -          |

### Championnats d'Europe
- Médaille de bronze du relais en 2005.

### Championnats du monde juniors
- Médaille d'argent au relais en 2001
- Médaille de bronze à l'individuel en 2000.
- Médaille de bronze à la poursuite en 2003.
- Médaille de bronze au relais en 2003.

### Championnats d'Europe junior
- Médaille d'or du sprint en 2002.
- Médaille d'or de la poursuite en 2002.
- Médaille d'or de l'individuel en 2003.
- Médaille d'argent du relais en 2001.
- Médaille de bronze du relais en 2003.